# Porzellanbiennale

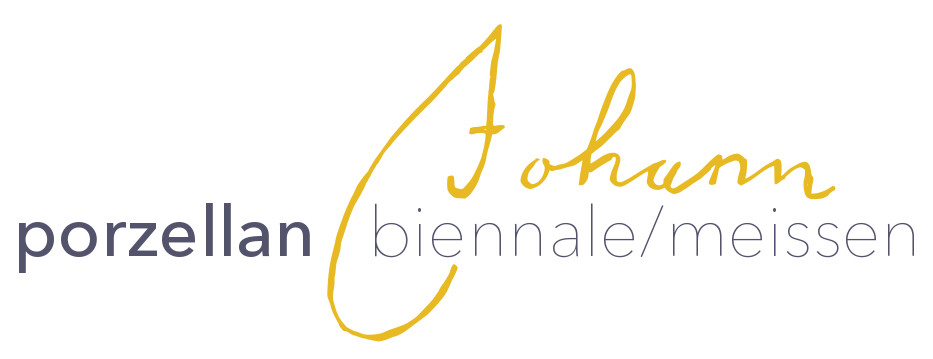
Logo der Porzellanbiennale

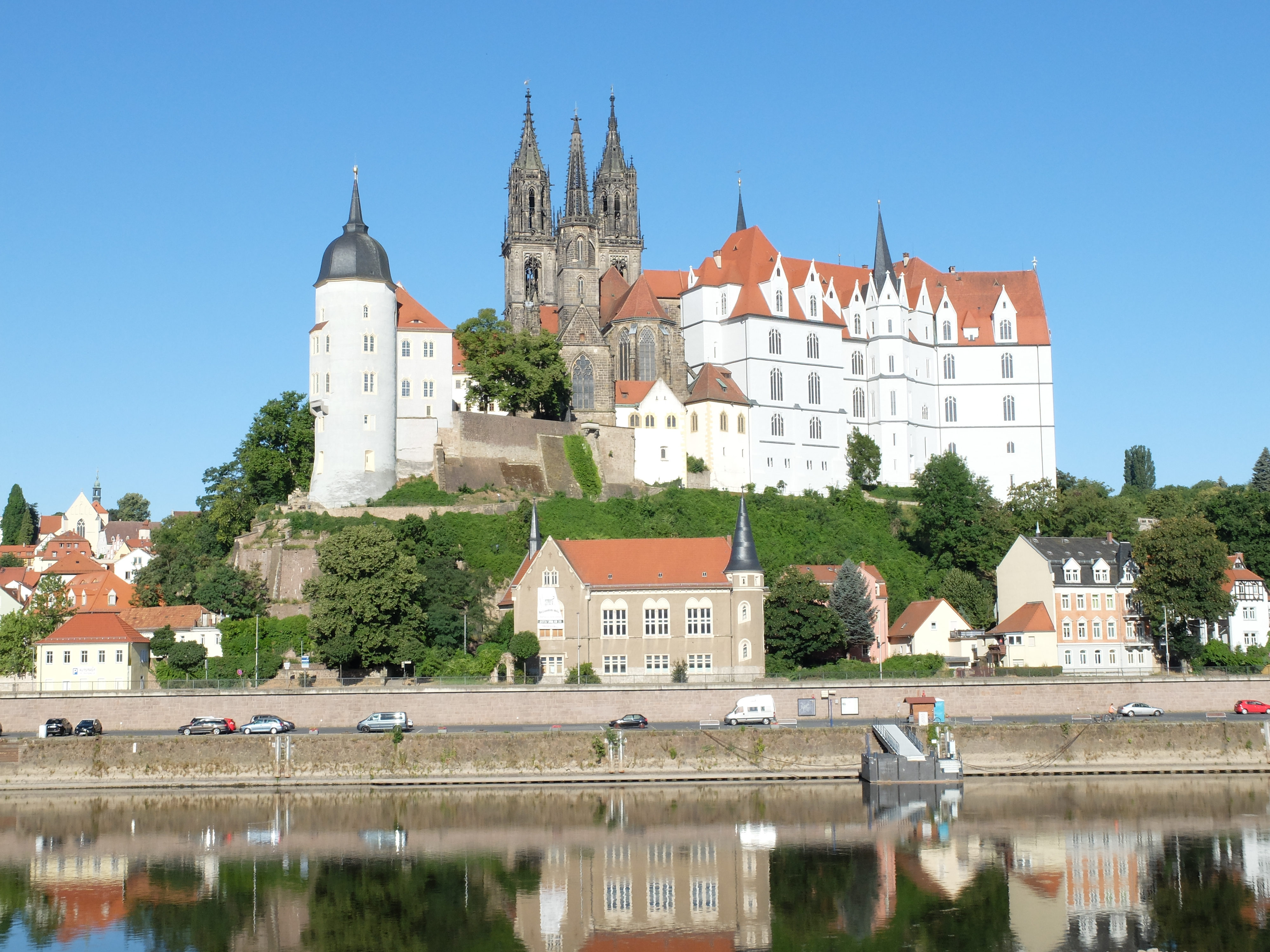
Albrechtsburg in Meißen

Die Porzellanbiennale (in eigener Schreibweise auch porzellanbiennale / meissen) ist eine Ausstellung zeitgenössischer Porzellankunst in der Albrechtsburg in Meißen. Die Biennale fand erstmals 2016 statt und soll weiterhin alle zwei Jahre stattfinden.

## Ausstellungsort und Veranstalter

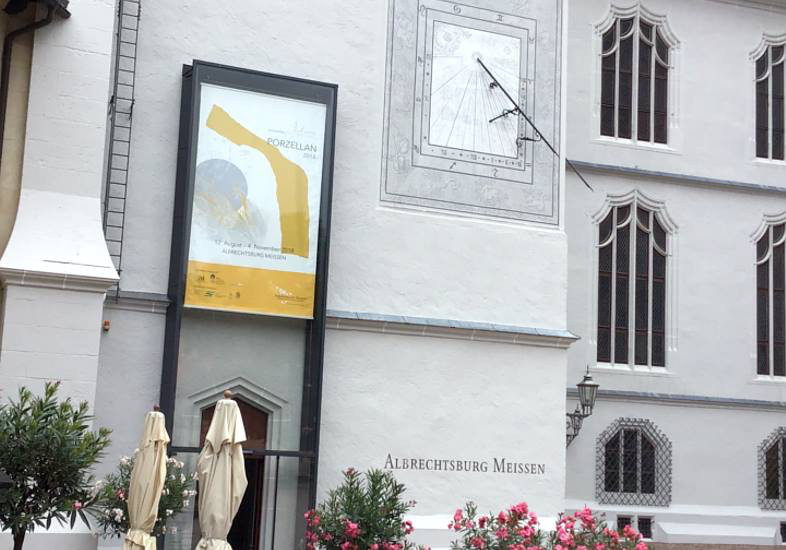
Eingang Albrechtsburg Meissen mit Biennale-Banner

In der Albrechtsburg in Meißen stehen für die Ausstellung sieben Räume im Sonderausstellungsbereich mit einer Gesamtfläche von fast 400 m² zur Verfügung. In Räumen mit spätgotischen Deckengewölben und Vorhangbogenfenstern finden die Kunstwerke einen Platz am historischen Ort der ersten Produktionsstätte des europäischen Porzellans.
Veranstalter sind der „Verein zur Förderung zeitgenössischer Porzellankunst e.V.“ und die Albrechtsburg Meissen.

## Künstlerische Ausrichtung und Künstlerauswahl
Die Biennale soll das Material Porzellan als bildsamen Werkstoff und Ausdrucksmittel der Kunst stärker in den Fokus der Öffentlichkeit rücken. Ausgestellt wird zeitgenössische Porzellankunst aus Sachsen, Deutschland und Europa. Ziel ist eine Leistungsschau zeitgenössischer Porzellankunst, um Porzellan als Kulturgut im Kontext internationaler Einflüsse neu zu bewerten, zu erhalten und weiterzuentwickeln.
Für die Ausstellung werden bildende Künstler aus dem In- und Ausland eingeladen, die mit Porzellan experimentieren. Die Ausstellung soll offen für alle künstlerischen Ausdrucksformen des Porzellans sein, jedoch mit der Ausnahme von seriell hergestellter Kunst. In der Ausstellung werden mindestens ein, maximal drei Arbeiten aus dem Gesamtwerk der Künstler vorgestellt. Über Einladungen und Zusammenstellung der ausgestellten Werke entscheidet eine Jury.

## Ausstellende Künstler

### 2016
Die erste Porzellanbiennale fand vom 17. Juli bis 18. September 2016 statt. Es nahmen 25 Künstler teil. Kurator war Olaf Fieber.
Teilnehmende Künstler: Arnold Annen (CH), Claudia Biehne (D), Evelyn Bracklow (D), Andreas Ehret (D), Karien Evers (B), Olaf Fieber (D), Else Gold (D), Sabine Hagedorn (D), Tina Hopperdietzel-Creuz (D), Kirsten Jäschke (D), Silvia Klöde (D), Weronika Lucinska (PL), Janina Myronowa (PL), Heide Nonnenmacher (D), Susanne Petzold (D), Paolo Porelli (I), Sarah Pschorn (D), Laurin Schaub (CH), Maude Schneider (CH), Olaf Stoy (D), Hannes Uhlenhaut (D), Lidia Valenta (D, RUS), Maria Volokhova (D, UA), Sabine Wachs (D) und Marianne Wesolowska-Eggimann (CH, D)

### 2018
An der zweiten Porzellanbiennale vom 12. August bis 4. November 2018 nahmen 31 Künstler teil. Kuratiert wurde die Ausstellung von Claudia Zachow und Olaf Fieber. Die Ausstellung wurde in Kooperation mit dem Porzellanikon durchgeführt, einem Porzellanmuseum aus Oberfranken.
Teilnehmende Künstler: Roland Beier (D), Katharina Bertzbach (D), Angelika Brüheim-Köhler (D), Angela Burkhardt-Guallini (CH), Rolf Büttner (D), Gisella Codara (I), Marie-Josèe Comello (NL), Silke Decker (D), Galina Dulkina (RUS), Tineke van Gils (NL), Nela Havlicková (CZ), Rona Kobel (D), Katarzyna Koczynska-Kielan (PL), Maria ten Kortenaar (NL), Ludwig Laser (D), Sangkyoung Lee (ROK), Jong-Min Lee (ROK), Guy Van Leemput (NL), Beate Pfefferkorn (D), Paolo Porelli (I), Karin Putsch-Grassi (D), Detlef Reinemer (D), Catherine Sanke (D, UA), Andrea Sigl (A), Olga Simonova (UA), Hasan Numan Sucaglar (TR), Christiane Toewe (D), Amei Unrath-Ruof (D), Carolin Wachter (D), Lotte Westphael (DK) und Dawid Zynda (PL).

### 2020
Die Porzellanbiennale sollte vom 25. Juli bis 1. November 2020 stattfinden. 100 Künstler aus Serbien, Ungarn, Tschechien, Polen, Dänemark, Belgien, aus der Ukraine, den USA, den Niederlanden, Italien, Japan, Deutschland und Indien hatten sich dafür beworben. Auf Grund der COVID-19-Pandemie musste die Veranstaltung abgesagt werden.

### 2022
Die dritte Porzellanbiennale fand vom 17. Juli bis 25. September 2022 statt. Kuratiert wurde die Ausstellung von Claudia Zachow und Olaf Fieber.
Teilnehmende Künstler: Anna Badur (D), Vlad Basarad (RO), Antonella Cimatti (I), Linda Ganstrom (USA), Jack Hardie (GB), Atsushi Kitahara (D), Doris Leuschner (D), Weronika Lucinska (PL), Livia Marassi (I), José Maria Mariscal (E), Magdalena Mars (PL), Sybille Meier (CH), Heide Nonnenmacher (D), Olivia Pils (D), Schneider Schneider (GB), Daria Surovtseva (F), Elina Titane (LT), Christiane Toewe (D), Marta Maria Trenti (I), Grit Uhlemann (D), Maria Volokhova (D), Velimir Vukicevic (SRB), Babette Wiezorek (D), Tricia Zimic (USA), Dawid Synda (PL)

### 2024/2025
Die vierte Porzellanbiennale fand vom 30. November 2024 bis zum 13. April 2025 statt. Kuratiert wurde die Ausstellung von Olaf Fieber.
Teilnehmende Künstler: Jutta Albert (D), Christa Merz (D), Diana Boitmane (LT), Florence Corbi (F), Rémy Dubibé (F), Maria Geszler-Garzuly (H), Else Gold (D), Ina Jaenicke (D), Françoise Joris (B), Katarr & Meier (CH/D), Helene Kirchmair (A), Silvia Klöde (D), Rebecca Maeder (CH), Sandra Majecka (PL), Magdalena Maros (PL), Vouli Pantazidou (GR), Beate Pfefferkorn (D), Karin Putsch-Grassi (I), Ilona Romule (LT), Sandra Segers (B), Angelica Tulimiero (I), Judith de Vries (NL), Christa Zeitlhofer (A)